# Jianwang
Król Jian z dynastii Zhou (chiński: 周簡王; pinyin: Zhōu Jĭan Wáng) – dwudziesty drugi władca tej dynastii i dziesiąty ze wschodniej linii dynastii Zhou. Rządził w latach 585-572 p.n.e. Jego następcą został jego syn, Lingwang.